# Сакар, Фаик
Фаик Гази Йонас Сакар (нем. и фр. Faik Gazi Jonas Sakar; родился 14 января 2008, Берлин, Германия) — немецкий футболист, полузащитник клуба «РБ Лейпциг».

## Клубная карьера
Воспитанник команды «Шарлоттенбург-Вильмерсдорф», в 2022 году Сакар присоединился к академии «РБ Лейпциг». 7 декабря 2024 года дебютировал за клуб, выйдя на замену в матче Бундеслиги против «Хольштайна».

## Карьера в сборной
Выступал за сборные Германии до 15 и до 16 лет.